# Pegoplata acutipennis
Pegoplata acutipennis är en tvåvingeart som först beskrevs av Malloch 1918.  Pegoplata acutipennis ingår i släktet Pegoplata och familjen blomsterflugor. Inga underarter finns listade i Catalogue of Life.